# Scinax granulatus
Scinax granulatus är en groddjursart som först beskrevs av Peters 1871.  Scinax granulatus ingår i släktet Scinax och familjen lövgrodor. IUCN kategoriserar arten globalt som livskraftig. Inga underarter finns listade i Catalogue of Life.